# Берри, Ришар
Риша́р Берри́ (фр. Richard Berry; род. 31 июля 1950, Париж, Франция) — французский актёр, режиссёр и сценарист.

## Биография
Ришар Берри родился 31 июля 1950 года в Париже. Его родители, французы алжирского происхождения, занимались коммерцией. Детство Берри прошло в 10-м парижском округе и в пригороде столицы — Булонь-Бийанкуре, где его родители держали бутик одежды прет-а-порте.
В 16 лет Ришар увлёкся театральной классикой —пьесами Расина, Пьера Корнеля, Мольера и Бомарше — и поступил в любительскую труппу.
В 1969 году прошёл конкурс в Высшую национальную консерваторию драматического искусства, играя у преподавателей Жан-Лорана Коше (Jean-Laurent Cochet) и Антуана Вите (Antoine Vitez), получил свою первую премию в 1973 году. В том же году перешёл в Комеди Франсэз в качестве пансионера (воспитанника, живущем на полном пансионе), где провёл следующие семь лет, до 1980 года.
В 1974 году дебютировал в фильме «Пощёчина» Клода Пиното, где его партнёрами по съёмочной площадке были Лино Вентура и Анни Жирардо.
Через четыре года, в 1978 году, Эли Шураки (Élie Chouraqui) предложил ему первую большую роль в кинокартине «Моя первая любовь» с Анук Эме, Натали Бай и Габриэле Ферцетти.
Снимался у режиссёра Александра Аркади в фильмах «День расплаты» и «День расплаты 2», «Большой карнавал», «Священный союз», «Для Саши» и «Последний рассвет», и у Кристины Паскаль в фильмах «Шлюха», «Техника супружеской измены» и «Маленький принц сказал». Последняя работа Берри была номинирована на Премию «Сезар» за лучшую мужскую роль, а на Монреальском кинофестивале (Festival des films du monde de Montréal) удостоилась приза за лучшее исполнение.
В 2001 году Ришар снял свой первый в качестве режиссёра фильм «Искусство обольщения» с Патриком Тимситом и дал Сесиль Де Франс её первую большую роль в кино. Спустя два года, в 2003 году, он также пригласил её в свой фильм «Я, Цезарь». В обеих лентах, комических по основному тону, он также снимал свою дочь Жозефину Берри. Затем Берри поставил психологический триллер «Чёрный ящик», главные роли в котором исполнили Хосе Гарсиа, сыгравший одну из своих первых больших трагических ролей, и Марион Котийяр.
В том же году он снялся в роли комиссара Вернета в комедии Франсиса Вебера «Невезучие» вместе с Жераром Депардьё и Жаном Рено. На данный момент Ришар Берри сыграл в четырёх фильмах Франсиса Вебера.
В 2010 году вышла в прокат четвёртая режиссёрская работа Ришара «22 пули: Бессмертный». Главные роли сыграли Жан Рено, Кад Мерад и Жан-Пьер Дарруссен. Фильм основан на реальных событиях.

## Личная жизнь
Ришар Берри — коллекционер часов и любитель игры в шахматы.
Сочетался браком с английской актрисой Джессикой Форд, от которой у него родилась дочь, актриса Жозефин Берри, затем женился на певице Жан Мансон (Джин Мэнсон). У него есть также старшая дочь Колин, родившаяся в 1976 году от актрисы Катрин Игэль.
Ришар Берри живёт на Монмартре в 18-м округе Парижа.
Его брат Филипп Берри — скульптор, бывший муж актрисы Жозиан Баласко, с которой у него есть дочь, актриса Марилу Берри, племянница Ришара.

## Избранная фильмография

### Актёр
- 1974 — Пощёчина / La Gifle
- 1972 — Повторяющееся отсутствие / Absences répétées
- 1978 — Моя первая любовь / Mon premier amour
- 1982 — День расплаты / Le Grand Pardon
- 1982 — Комната в городе[фр.] / Une chambre en ville — Франсуа Гийбо
- 1982 — Осведомитель / La Balance
- 1983 — Молодожён / Le Jeune Marié
- 1983 — Большой карнавал / Le grand carnaval
- 1984 — Привязанность / L’Addition
- 1984 — Потаскушка / La Garce
- 1985 — Специальная полиция / Spécial police
- 1986 — Следуйте за моим взглядом / Suivez mon regard
- 1986 — Мужчина и женщина: двадцать лет спустя / Un homme et une femme, 20 ans déjà
- 1989 — Священный союз / L’Union sacrée
- 1990 — Для Саши / Pour Sacha
- 1991 — Моя жизнь — ад / Ma vie est un enfer
- 1991 — Майрик / Mayrig
- 1992 — Улица Паради, дом 588 / 588, rue Paradis
- 1992 — День расплаты 2 / Le Grand Pardon 2
- 1992 — Маленький принц сказал / Le Petit Prince a dit
- 1994 — Скрипач / Le Joueur de violon
- 1995 — Приманка / L’Appât
- 1995 — Техника супружеской измены / Adultère (mode d’emploi)
- 1996 — Нежный голубой или игры по-французски / Pédale douce
- 1998 — Крик любви / Un grand cri d’amour
- 1999 — Квазимодо / Quasimodo d’El Paris
- 2001 — 15 августа / 15 août
- 2002 — Ах, если бы я был богат / Ah! Si j’etais riche
- 2002 — Последний рассвет / Entre chiens et loups
- 2003 — Невезучие / Tais-toi
- 2003 — Мой сосед сверху / Mon voisin du dessus (2003)
- 2004 — Американец / L’Américain
- 2006 — Дублёр / La Doublure
- 2007 — Как твой отец / Comme ton père
- 2008 — Перекрёстный огонь / Les Insoumis
- 2008 — Клиентка французского жиголо / Cliente
- 2008 — Зануда / L’Emmerdeur
- 2010 — Бессмертный / L’Immortel
- 2013 — У порога зимы / Avant l’hiver
- 2018 — Ева / Eva

### Режиссёр, сценарист
- 2001 — Искусство обольщения / L’Art (délicat) de la séduction
- 2003 — Я, Цезарь / Moi César, 10 ans ½, 1m39
- 2005 — Чёрный ящик / La Boîte noire
- 2010 — Бессмертный / L’Immortel

## Премии и номинации
- 1992 — Премия Монреальского кинофестиваля (фр. Montréal World Film Festival) за лучшую мужскую роль в фильме «Маленький принц сказал»
- 1993 — Номинация на Премию «Сезар» за лучшую мужскую роль в фильме «Маленький принц сказал»

## Семья
- Жена — Джессика Форд / Jessica Forde — актриса, режиссёр, фотограф
- Дочь — Жозефин Берри / Joséphine Berry — актриса
- Дочь — Колин Берри / Coline Berry
- Брат — Филипп Берри / Philippe Berry — скульптор современного искусства
- Племянница — Марилу Берри / Marilou Berry — актриса, дочь Филиппа Берри и Жозиан Баласко